# Дом с химерами (Харьков)
Дом с химерами (укр. будинок з химерами) — архитектурный памятник в Харькове в стиле модерн с элементами английской готики. Архитекторы здания В. Н. Покровский, П. В. Величко. Расположен на улице Чернышевской, 79.

## История
Кроме двух казённых женских гимназий (1-я на Рымарской, 11, сейчас шестая школа; 2-я на Вознесенской площади, разрушена в войну, на фундаменте построен гл. корпус ХИИТа), в Харькове также было несколько частных. Некоторые из них были наделены всеми правами государственных учебных заведений Министерства народного просвещения Российской империи. Самыми известными частными женскими гимназиями были: Д. Оболенской (Пушкинская, 22, разрушена в войну), Е. Драшковской (Сумская, 14, сохранилась) и сестёр Покровских. Гимназией управляла старшая, Е. Н. Покровская.
У сестёр Покровских брат, 49-летний Владимир Николаевич (1863 г.р.), был известным архитектором, в тот момент (с 1907 по 1917) главным архитектором Харьковской епархии. Он и спроектировал им новое большое шестиэтажное здание из красного кирпича для расширения гимназии.
Частная гимназия Покровской просуществовала до 1920 года.
В советское время в здании размещалась восьмилетняя школа № 62, потому здание и футбольное поле за ним часто называли просто «шестьдесят вторая». В 1965 году школу закрыли по причине непосредственного соседства с туберкулезным диспансером (ул. Чернышевская, 81).
Открывшейся в том же году в посёлке Пятихатки (включенном на тот момент в состав Киевского района Харькова) на проспекте Академика Курчатова, 23 средней школе передали её номер — 62, но с прежней 62-й школой школа в Пятихатках никак не связана.
Приблизительно до 1973 года в этом здании была размещена вечерняя школа рабочей молодёжи № 17, которая из-за аварийного состояния здания также была закрыта.
Около пятнадцати лет, по конец 1980-х годов, здание стояло заколоченным, затем было передано театральному факультету института искусств имени И. П. Котляревского. Несколько лет здание восстанавливали; студенты принимали в этом активное участие, участвуя в субботниках.

## Факты о здании
- Скульптурные элементы здания, помимо рыцарских гербов, химер, саламандр, волков, включают в себя также головы самого Покровского и его помощника техника-архитектора Величко. Их внесли в проект сёстры Покровские без ведома брата. Скульптуры архитекторов — относительно молодого Величко справа в виде средневекового студиозуса-писца и Покровского в очках слева в виде профессора-чтеца — и поныне, как каждый может видеть, выглядывают из-под балкона второго этажа.
- Первоначально Величко держал в правой руке стило либо перо, чтобы писать в книге, которую держит в правой руке. Между реставрацией 1990-х годов и 2003 годом данный пишущий предмет был обломан, и в 2000-е годы, как видно на фотографиях, студенты на место пера постоянно вставляют сигарету.

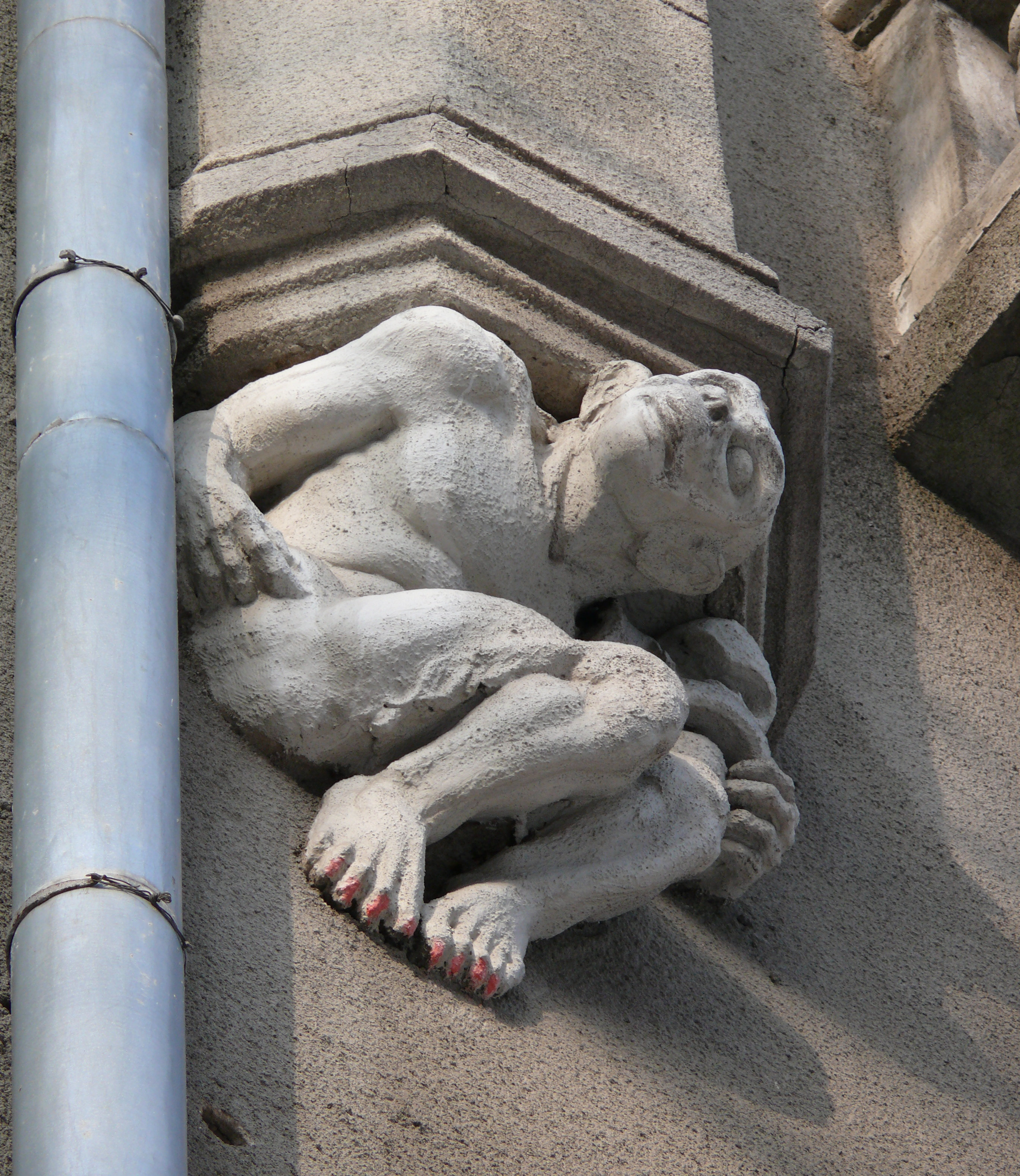
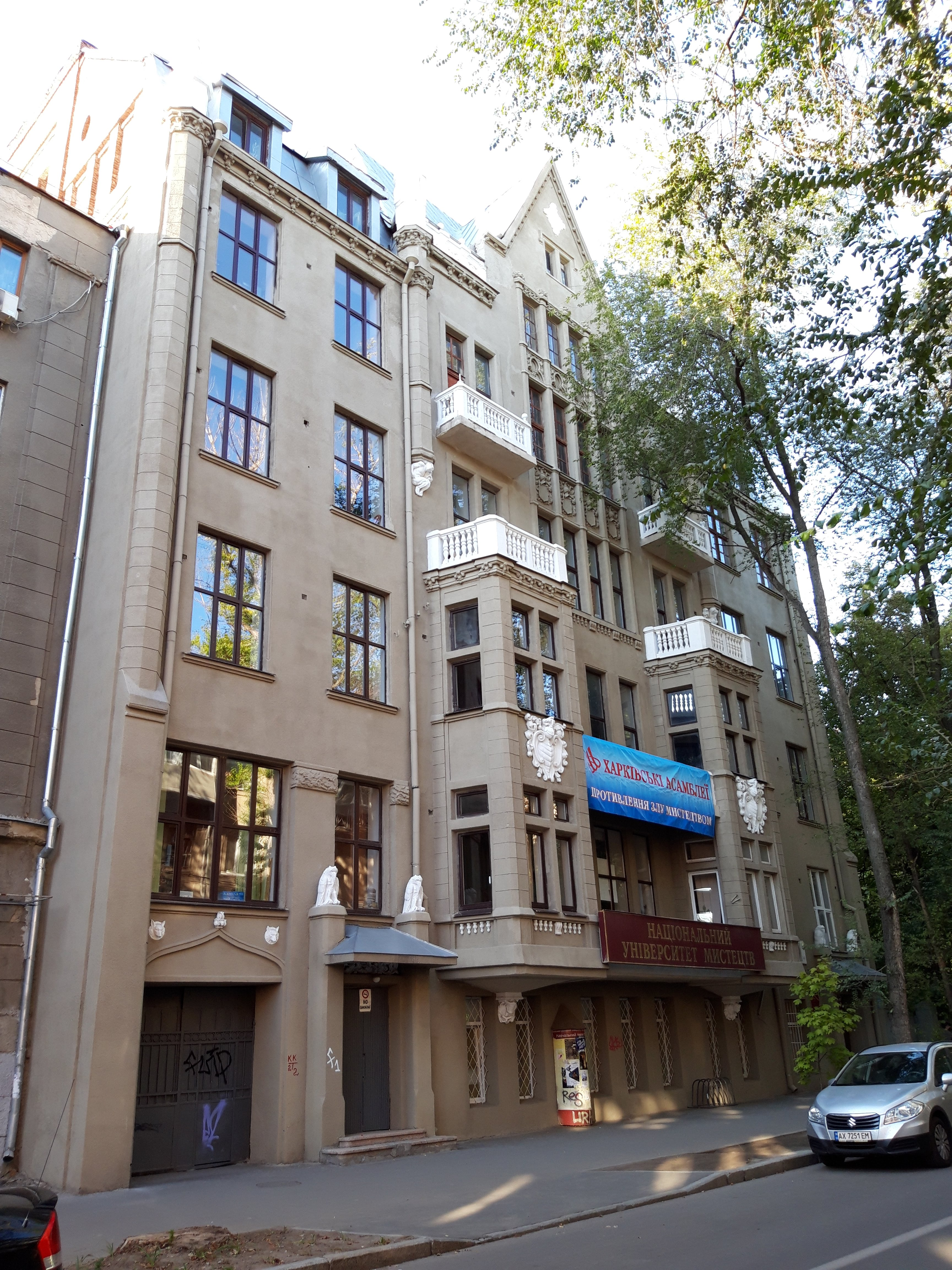
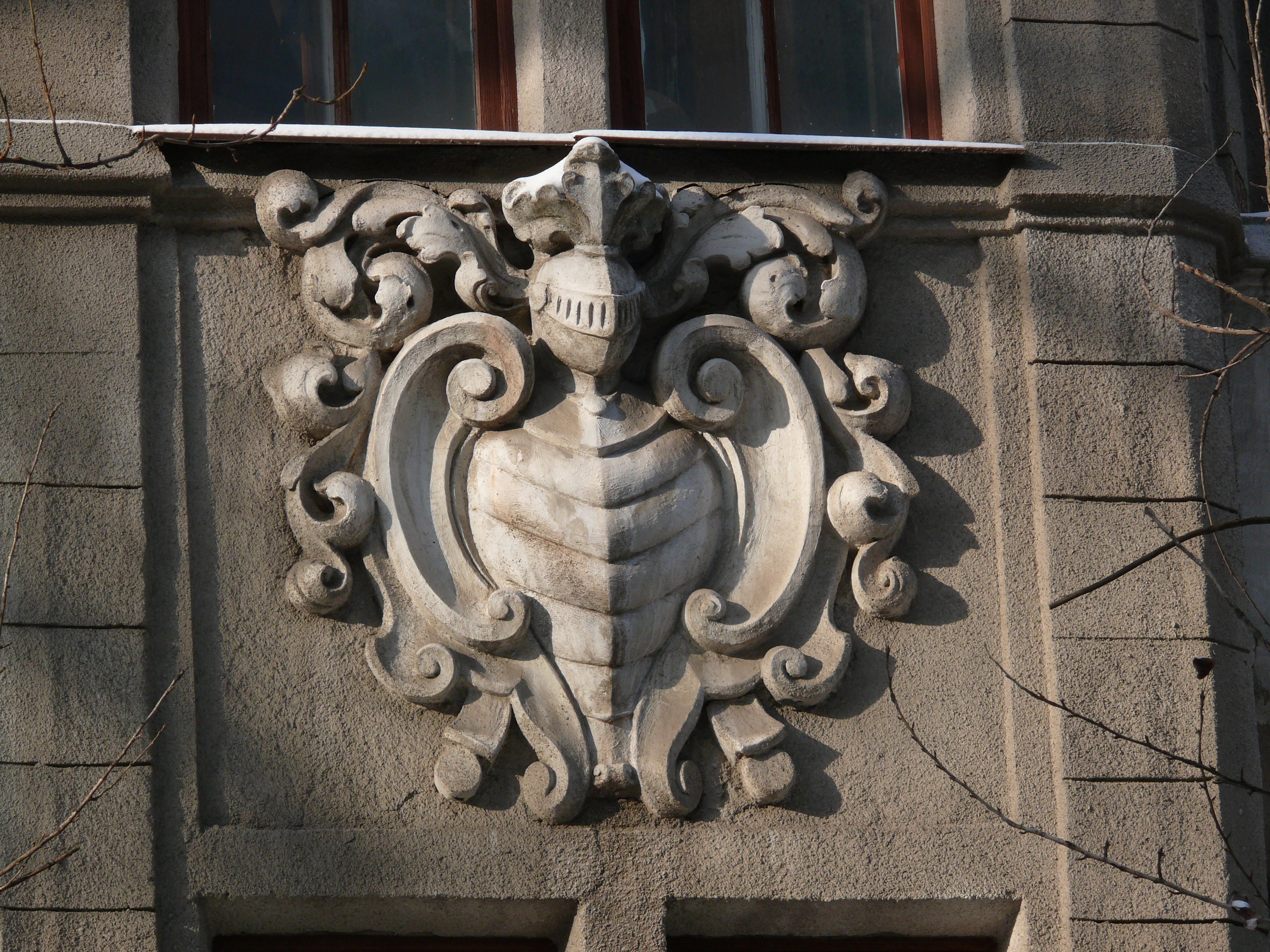
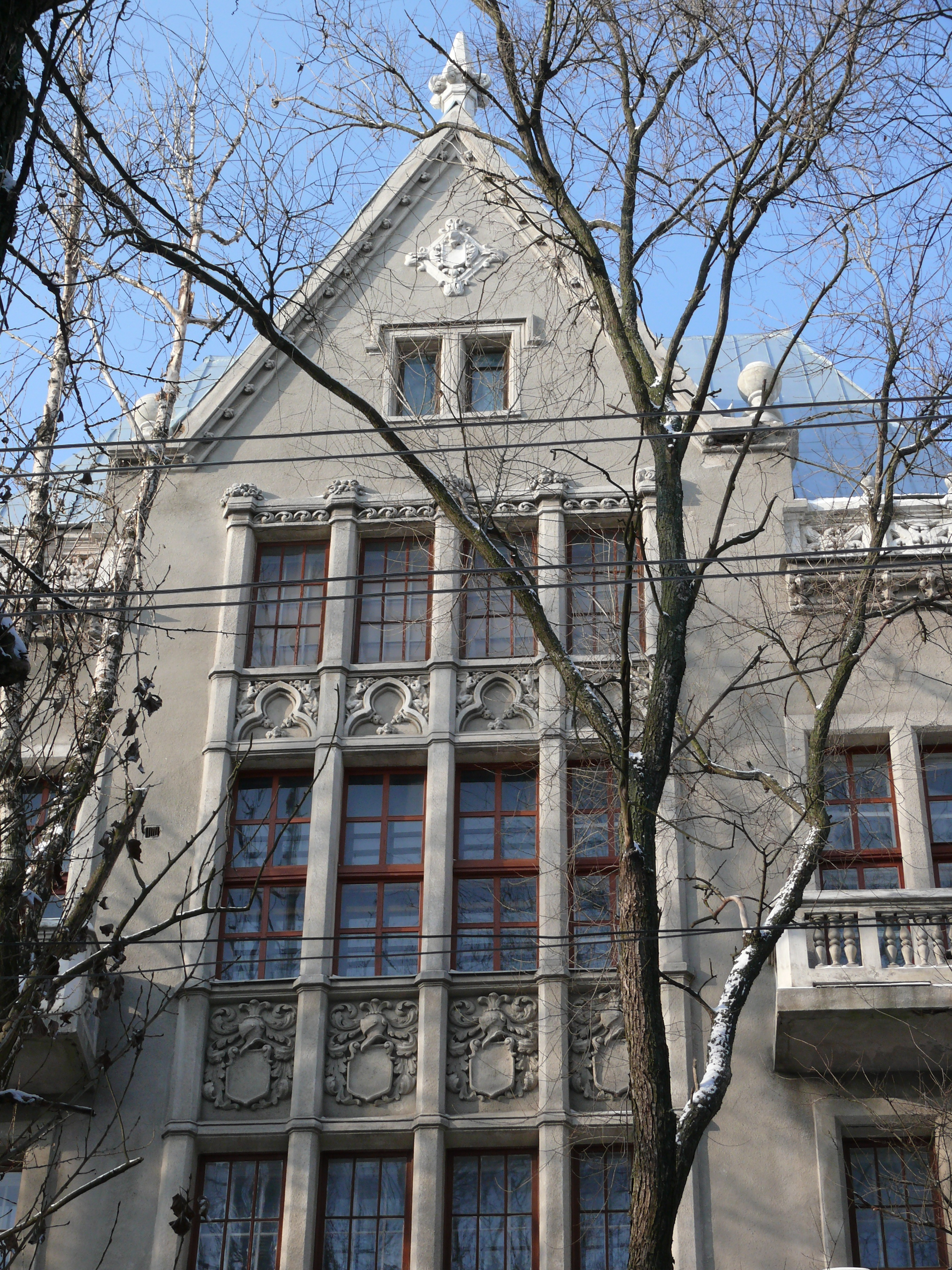
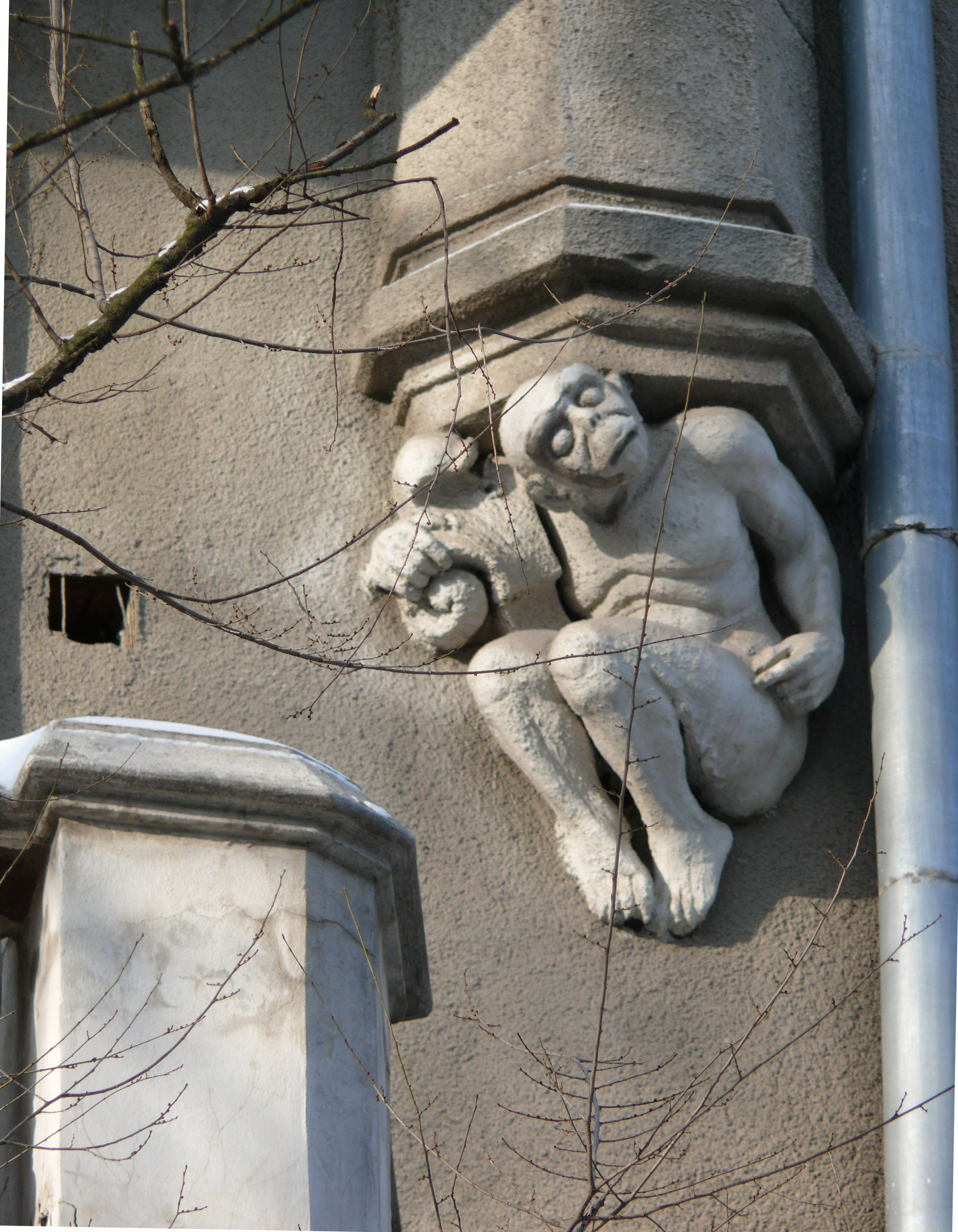

- На уровне четвёртого этажа зеркально-симметрично, слева и справа от центральной части здания, видны созданные в 1914 году две скульптуры согнувшихся человекоподобных существ, подпирающих большие вертикальные колонны фасада. И только через 87 лет после их лепки — после выхода на экран в 2001 году фильма по трилогии Джона Толкина «Властелин колец», — стало видно поразительное сходство данных человекоподобных с персонажем фэнтези Голлумом. За данными скульптурами так и закрепилось название «Горлумы»[1] (левый и правый). Кроме того, у современных студентов театрального факультета стало принято подкрашивать тому, до которого можно дотянуться из окна 4 этажа, ногти.
- Первый официальный футбольный матч прошёл в Харькове 8 мая 1910 года между первой и второй командами города в будущем дворе данного здания, где находилось стандартное футбольное поле, тянувшееся до двора шведского консула Адольфа Мюнха ( Дом чая ) на улице Мироносицкой.

## Скульптуры архитекторов
Погрудные скульптуры архитекторов размещены на фасаде здания подпирающими балкон 2 этажа:

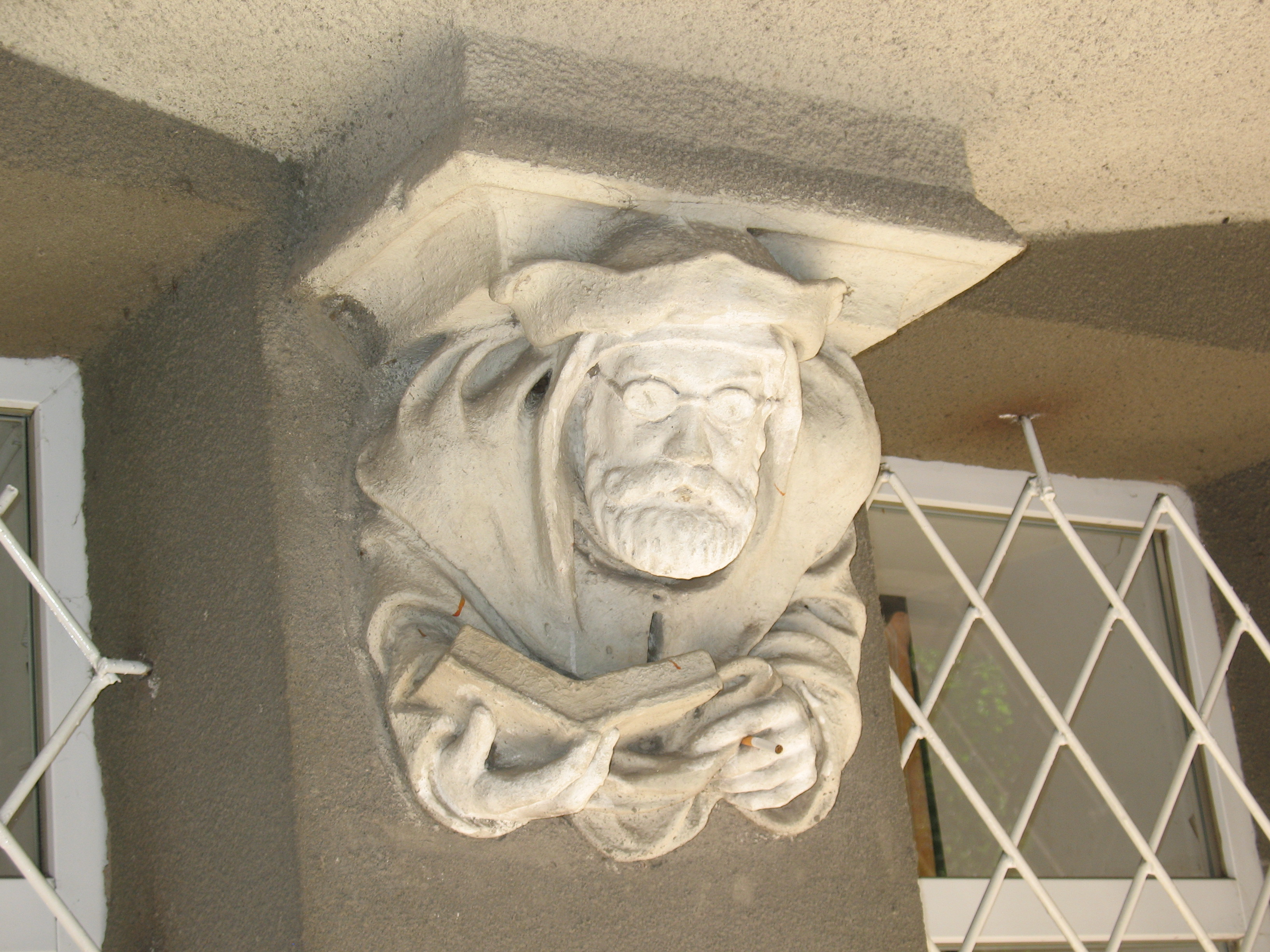
Покровский под балконом второго этажа (слева)
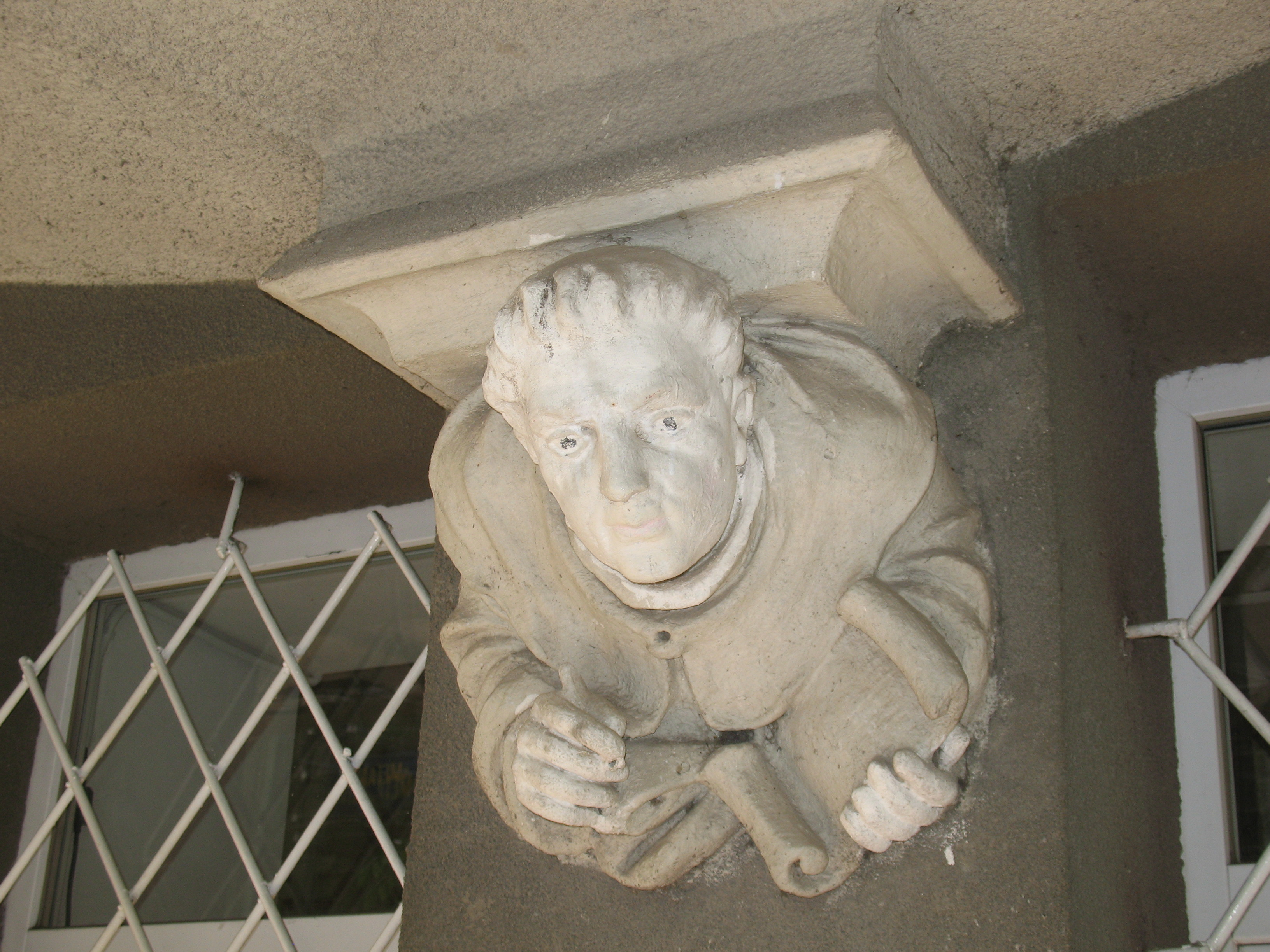
Величко под балконом второго этажа (справа)